# Municipio de Webber (Illinois)
El municipio de Webber (en inglés: Webber Township) es un municipio ubicado en el condado de Jefferson en el estado estadounidense de Illinois. En el año 2010 tenía una población de 2323 habitantes y una densidad poblacional de 24,11 personas por km².

## Geografía
El municipio de Webber se encuentra ubicado en las coordenadas 38°21′2″N 88°45′23″O / 38.35056, -88.75639. Según la Oficina del Censo de los Estados Unidos, el municipio tiene una superficie total de 96.35 km², de la cual 95,81 km² corresponden a tierra firme y (0,56 %) 0,54 km² es agua.

## Demografía
Según el censo de 2010, había 2323 personas residiendo en el municipio de Webber. La densidad de población era de 24,11 hab./km². De los 2323 habitantes, el municipio de Webber estaba compuesto por el 97,72 % blancos, el 0,13 % eran afroamericanos, el 0,26 % eran amerindios, el 0,3 % eran asiáticos, el 0,69 % eran de otras razas y el 0,9 % eran de una mezcla de razas. Del total de la población el 1,59 % eran hispanos o latinos de cualquier raza.